# Beate Menner
Beate Menner (* 15. Mai 1944) ist eine deutsche Synchronsprecherin und Fernsehansagerin.

## Leben
Beate Menner war vor allem als langjährige Programmsprecherin der Rundfunkanstalt SFB bekannt. Dort war sie in den 1980er Jahren zunächst vor der Kamera und später bis zur Einstellung 2003 dann vorrangig als Off-Sprecherin tätig. Außerdem war sie 1987 in Otto – Der neue Film als Fernsehansagerin zu sehen.
Als Synchronsprecherin ist sie insbesondere durch die Rolle der Pamela Barnes Ewing, gespielt von Victoria Principal, aus der erfolgreichen Fernsehserie Dallas bekannt. Fortan war sie Victoria Principals Standardstimme. Außerdem lieh sie Schauspielerinnen wie Mary McDonnell, Deborah Raffin und JoBeth Williams ihre Stimme.
Beate Menner lebt in Berlin.

## Synchronarbeiten (Auswahl)
- Victoria Principal in Dallas; Hör mal, wer da hämmert; Just Shoot Me – Redaktion durchgeknipst; Titans – Dynastie der Intrigen und Atemlose Furcht (1993)
- Mary McDonnell in Grand Canyon – Im Herzen der Stadt (1991) und Independence Day (1996)
- Julie Stevens in Ist ja irre – Cäsar liebt Cleopatra (1964)
- Terri Hall in Die Geschichte der Joana (1975)
- Laura Antonelli in Die Unschuld (1976)
- Kay Lenz in Rasende Gewalt (1976)
- Deborah Raffin in Hexensabbat (1977)
- Marsha Hunt in Flucht ohne Ausweg (1948) [Synchro von 1977]
- JoBeth Williams in The Day After – Der Tag danach (1983)
- Jeannetta Arnette in Trio mit vier Fäusten (1985)
- Mary McDonnell in Independence Day (1996)
- Kate Burton in Stay (2005)